# Medardo Goytía Goytía
Medardo Goytía Goytía (Antofagasta, 20 de febrero de 1897-Santiago, 20 de febrero de 1979) fue un arquitecto y político chileno, miembro del Partido Conservador. Se desempeñó como ministro de Tierras y Colonización de su país, durante el segundo gobierno del presidente Arturo Alessandri entre 1937 y 1938.

## Familia y estudios
Nació en la ciudad chilena de Antofagasta el 20 de febrero de 1897, hijo de José María Goytía y Corina Mercedes Goytía Gómez. Realizó sus estudios primarios en el Liceo de Antofagasta los y secundarios en el Instituto Nacional. Continuó los superiores en la Escuela de Arquitectura de la Universidad de Chile, titulándose como arquitecto el 28 de noviembre de 1921.
Se casó en Santiago de Chile en 1928 con María Luz Vicuña Correa —hija del agricultor César Vicuña y Correa de Saa, quien fuera regidor de Graneros, y Eugenia Correa de Saa y Larraín—, con quien tuvo un hijo.

## Carrera profesional y política
Comenzó su actividad profesional en 1921, incorporándose como funcionario a la Dirección General de Obras Públicas (DGOP) del Ministerio de Industria, Obras Públicas y Ferrocarriles, repartición en la que se mantuvo hasta 1925. A partir de esa fecha y hasta 1927, actuó en la Inspección Superior de Ferrocarriles de la Empresa de los Ferrocarriles del Estado (EFE), para luego pasar a desempeñarse como asesor técnico de la Dirección General de Impuestos Internos, entidad dependiente del Ministerio de Hacienda. Por otra parte, ejerció como profesor en la Escuela de Ingeniería de Estática Gráfica.
Militante del Partido Conservador, en diciembre de 1932, en el marco del segundo gobierno del presidente liberal Arturo Alessandri, fue nombrado como subdirector general de la Dirección General de Impuestos Internos, rol que mantuvo hasta el 25 de octubre de 1937, cuando fue designado como titular del Ministerio de Tierras y Colonización, en reemplazo de Alejandro Errázuriz Mackenna —quien renunció para dedicarse de lleno a ejercer el puesto de gerente del Club Hípico de Santiago—, función que dejó a tres meses del fin del gobierno, el 15 de septiembre de 1938, siendo sucedido por el abogado César León Entralá. Durante el ejercicio del cargo, entre el 20 de enero y el 1 de marzo de ese último año, fue subrogado por el ministro de Defensa Nacional, Emilio Bello Codesido. Seguidamente, retornó a la titularidad de la Subdirección del organismo fiscal.
Posteriormente, en la administración del presidente radical Gabriel González Videla, en 1946, fue nombrado como jefe del Departamento de Impuesto a la Renta (de la Dirección General de Impuestos Internos), el cual fungió hasta 1948, pasando a actuar como vicepresidente ejecutivo del Consejo de Comercio Exterior, posición que dejó en 1949. Asimismo, asumió como director de la estatal Empresa Nacional de Electricidad (Endesa) y fue miembro de la Comisión de Cambios Internacionales. Paralelamente, en el sector privado, ejerció como director de las firmas Ingelsac S. A., Said Hnos. y Cobre Cerrillo S. A.
Entre otras actividades, fue miembro del Instituto de Ingenieros de Chile, del Club de La Unión, del Automóvil Club de Chile y del Club de Golf Los Leones. Fue condecorado por el gobierno de China con la Orden de Jade, en el grado de comendador, y con la Legión de Honor por el gobierno de Francia.
Falleció en Santiago el 20 de febrero de 1979, al cumplir 82 años.